# Bénesville
Bénesville település Franciaországban, Seine-Maritime megyében. Lakosainak száma 162 fő (2022. január 1.). Bénesville Bretteville-Saint-Laurent, Canville-les-Deux-Églises, Doudeville, Étalleville, Gonzeville, Prétot-Vicquemare és Reuville községekkel határos.

## Népesség
A település népességének változása:
| Lakosok száma | 193  | 195  | 199  | 195  | 187  | 178  | 170  | 167  | 162  |
|               | 2013 | 2015 | 2016 | 2017 | 2018 | 2019 | 2020 | 2021 | 2022 |